# 9/11 (bande dessinée)
9/11 est une série de bande dessinée scénarisée par Éric Corbeyran et Jean-Claude Bartoll et dessinée par Jef, éditée chez 12 bis.

## Synopsis
Dans un monde où se croise les réseaux politiques et financiers, les fous de Dieu et les banquiers respectables, les grands pétroliers et les argentiers du terrorisme, les services secrets et les multinationales, le pire peut arriver.
 9 /11  est une fiction réaliste qui nous amène jusqu’aux attentats du 11 septembre 2001.

## Albums
1. W.T.C. / Acte 1, 2010  (ISBN 978-2-356-48175-7)
2. Projet Bojinka, 2011  (ISBN 978-2-356-48243-3)
3. L'Enquête, 2011  (ISBN 978-2-356-48244-0)
4. Les Ambassades, 2012  (ISBN 978-2-356-48359-1)
5. Projet pour un nouveau siècle américain, 2012  (ISBN 978-2-356-48423-9)
6. W.T.C. / Acte 2, 2013  (ISBN 978-2-356-48424-6)